# Гушола (Модена)
Гушола је насеље у Италији у округу Модена, региону Емилија-Ромања.
Према процени из 2011. у насељу је живело 108 становника. Насеље се налази на надморској висини од 667 м.